# Orthoarthrus mixtus
Orthoarthrus mixtus és una espècie extinta de mamífers xenartres, possiblement de l'ordre dels pilosos i el subordre dels vermilingües, que visqué a Sud-amèrica durant el Miocè inferior, fa entre 16,3 i 17,5 milions d'anys. Se n'han trobat restes fòssils a la província argentina de Santa Cruz. Es tracta de l'única espècie del gènere Orthoarthrus. En un primer moment, fou classificat com un folidot. El nom genèric Orthoarthrus significa ‘articulació recta’, mentre que el nom específic mixtus significa ‘mixt’ en llatí i es refereix a l'anatomia de la superfície inferior de l'astràgal.